# Miodrag Božović
Miodrag Božović (in serbo Миодраг Божовић?; Mojkovac, 22 giugno 1968) è un allenatore di calcio ed ex calciatore montenegrino, di ruolo difensore, tecnico del Neftçi Baku.

## Palmarès

### Giocatore

#### Competizioni nazionali
- Coppa di Jugoslavia: 1

Stella Rossa: 1992-1993

### Allenatore

#### Competizioni nazionali
- Coppa di Russia: 2

Rostov: 2013-2014
Lokomotiv Mosca: 2014-2015
- Campionato serbo: 1

Stella Rossa: 2015-2016